# 十八站鄂伦春族乡
十八站鄂伦春族乡是中华人民共和国黑龙江省大兴安岭地区塔河县下辖的一个民族乡。

## 行政区划
十八站鄂伦春族乡下辖以下村级行政区划单位：
十八站汉族村、十八站鄂伦春族村、奋斗村、创业村、兴建村和永丰村。